# ボイシ・ホークス
ボイシ・ホークス（Boise Hawks）は、アメリカ合衆国アイダホ州ボイシに本拠地をおく、プロ野球独立リーグのパイオニアリーグに加盟している野球チームである。2020年まではMLBのコロラド・ロッキーズ傘下のマイナーリーグ（ショートシーズンA級）のチームであった。

## 歴史
1987年に創設し、ショートシーズンA級のノースウェストリーグに加盟。最初の2年間は地元のボーラ高等学校の野球場を使用していた。
1989年に現在のホームスタジアムであるメモリアル・スタジアムに移転した。
1990年にカリフォルニア・エンゼルスの傘下球団となった。
2001年にシカゴ・カブスの傘下球団となった。
2014年9月23日にコロラド・ロッキーズと4年契約を結んだ。
2020年末に行われたMLBのマイナー組織再編に伴い、所属のノースウェストリーグがチーム数を削減することになり、リーグ加盟球団としての地位が失われたため、2021年からはMLBパートナーリーグであるパイオニアリーグ所属の独立リーグ球団として再出発することになった。

## 所属選手

### 主な過去所属選手
- マイカ与那嶺（2024、北海道日本ハムファイターズ）